# Два пъти ура за ваканцията
„Два пъти ура за ваканцията“ е български детски телевизионен филм (комедия, късометражен, новела) от 1977 година на режисьора Асен Траянов, по сценарий Антон Антонов-Тонич Оператор е Иван Далкалъчев. Музикално оформление Димитър Герджиков. Художник е Лили Костадинова. 

## Актьорски състав
„Два пъти ура за ваканцията“
| Роля                       | Изпълнител            |
| -------------------------- | --------------------- |
| учителката                 | Маргарита Пехливанова |
| учителка по български език | Татяна Лолова         |
| учител по физкултура       | Петър Пейков          |
| учител по биология         | Сотир Майноловски     |
| учител по трудово обучение | Анани Явашев          |
| учителка по физика         | Златина Дончева       |
|                            | Любка Петрова         |
|                            | Димитър Иванов        |
|                            | Георги Жеков          |
|                            | Радка Ялъмова         |
|                            | Иван Кутевски         |
|                            | Стефан Костов         |

„Момче за всичко“
| Роля           | Изпълнител        |
| -------------- | ----------------- |
| Манол Бардучев | Сотир Майноловски |
| директорът     | Петър Пейков      |
|                | Татяна Лолова     |
|                | Анани Явашев      |
|                | Людмила Захариева |
|                | Георги Кишкилов   |
|                | Стойно Добрев     |

„Щастието ми е в опасност“
| Роля                   | Изпълнител            |
| ---------------------- | --------------------- |
| Дафинка Ситняшка       | Маргарита Пехливанова |
| Дойчин                 | Васил Бъчваров        |
| майката на Дафинка     | Татяна Лолова         |
| кварталният отговорник | Милчо Червенков       |
| братът на Дафинка      | Иван Зойн             |